# 彭內爾維爾 (紐約州)
彭內爾維爾（英語：Pennellville）是位於美國紐約州奧斯威戈縣的非建制地區。

## 歷史
彭內爾維爾的郵局自1851年營運至今。

## 地理
彭內爾維爾所處的海拔為高於海平面126米（即413英呎），而該地所採用的時區為UTC-5，即北美东部时区（EST）。同時該地設有夏令時間，為UTC-5調快一小時，即UTC-4（EDT）。